# Астрономія в Таджикистані
Астрономія в Таджикистані досить добре розвинута, зокрема, завдяки високогірному розташуванню країни й гарному астроклімату. Астрономічні дослідження проводяться в Інституті астрофізики Академії наук Таджикистану і в підпорядкованих йому Гісарській, Санглоській і Памірській обсерваторіях. Таджицький національний університет викладає астрономію як окрему спеціальність.

## Історія
Вже майже 3000 років таджики святкують Навруз — день весняного рівнодення. Астрономічна інформація представлена в книзі Авеста. На Східному Памірі виявлено астрономічну споруду віком 2500 років. Значних успіхів досягли астрономи Саманідської держави, а також самаркандська астрономічна школа.
Сучасні астрономічні дослідження в Таджикистані почались у 1932 році із заснуванням Таджицької астрономічної обсерваторії. У 1958 році обсерваторія була реорганізована в Інститут астрофізики Академії наук Таджикистану, який досі залишається провідною астрономічною установою в країні.
У 1971 році за ініціативи Фізичного інституту АН СРСР і Фізико-технічного інституту імені С. У. Умарова АН Таджикистану в розпочався експеримент «Памір» з дослідження космічних променів з енергіями понад 10¹² еВ. Експеримент проходив в урочищі Ак-Архар у Памірському регіоні на висоті 4360 м над рівнем моря. Установка з рентгенівської емульсійної камери площею 1000 м² дозволила зафіксувати ряд унікальних і рідкісних явищ, зокрема атмосферна злива «Таджикистан» з енергією 10¹⁸ еВ стала найенергійнішою з усіх злив будь-коли зафіксованих за допомогою великих рентгенівських емульсійних камер.
На початку 1970-х років Пулковська обсерваторія заснувала на Памірі спостережну станцію Шорбулак. У 1990-ті роки станцію покинули й більше не використовували для астрономічних досліджень.
В радянські часи в Таджикистані працювало чимало українських науковців. Так засновниками Таджицької астрономічної обсерваторії були метеорник Ігор Астапович і фахівець зі змінних зір Володимир Цесевич, які пізніше тривалий час працювали в Україні. Кометолог Микола Кисельов теж починав свою кар'єру в Таджикистані, а потім переселився в Україну. А кометологиня Світлана Герасименко, навпаки, починала свою кар'єру в Україні, але згодом переїхала працювати в Таджикистан.
Під час Громадянської війни в Таджикистані (1992—1997) науковцям протягом року не платили зарплату. Багато таджицьких астрономів емігрували в Росію, Україну, Німеччину, або стали займатись бізнесом. Після війни ситуація налагодилась, астрономічна наукова спільнота добре співпрацювала з урядом і з закордонними колегами, отримувала державні й закордонні гранти, у Таджицькому національному університеті в Душанбе була створена окрема кафедра астрономії.

## Наука
Головною астрономічною науковою установою країни є Інститут астрофізики Академії наук Таджикистану. Йому підпорядковані 3 астрономічні обсерваторії:
- Гісарська обсерваторія має телескопи діаметром 1 м, 0,7 м, 0,4 м, 0,2 м, багато малих фотокамер, кілька метеорних патрулів, пристрої для радіолокації метеорів і іоносфери, пристрої для лабораторного моделювання комет[1].
- Обсерваторія Санглох має телескопи діаметром 1 м, 0,6 м, 0,2 м і фотокамери для спостережень метеорів[1].
- Памірська обсерваторія має телескоп діаметром 0,7 м, сонячний телескоп, камера для спостережень метеорів[1].

Тематика наукових досліджень включає комети, астероїди, метеори, змінні зорі, зони зореутворення, структуру галактик, сейсмічно-іоносферні ефекти, спостереження геостаціонарних супутників.

## Освіта
В таджицьких школах елементи астрономії представлені в курсах природознавства й фізики.
Від 1980 року в Худжанді працює планетарій. 2018 року його закрили, а будівлю знесли, а 2020 року відкрили нову будівлю на новому місці. Планетарій носить ім'я середньовічного астронома Абу Махмуда аль-Худжанді, уродженця Худжанда.
Як окрему спеціальність астрономію викладає Таджицький національний університет у Душанбе. Таджицький державний педагогічний університет у Душанбе готує шкільних викладачів фізики й астрономії.